# Аугшдаугавський край
Аугшдаугавський край (латис. Аугшдаугавський край) — адміністративно-територіальна одиниця Латвійської Республіки. Розташований у південно-східній частині країни, в історичному регіоні Латгалія. Адміністративний центр — Даугавпілс. Створений 2021 року. Площа — 2524 км². Населення — 25 927 осіб (2021). До складу краю входять 25 волостей і 2 міста.
Територія району відповідає території колишнього Даугавпілського району (1962—2009), що існував до попередньої адміністративно-територіальної реформи.

## Історія
Край утворений 1 липня 2021 року шляхом об'єднання старих Даугавпільського та Ілукстського країв, після адміністративно-територіальної реформи Латвії 2021 року. Територія краю відповідає колишньому Даугавпілському району, що існував до попередньої реформи 2009 року. Центр краю ― у місті Даугавпілс, що не входить до складу краю.

## Внутрішній поділ
- 2 міста - Ілуксте та Субате
- 25 волостей